# Almindelig bingelurt
Almindelig bingelurt (Mercurialis perennis) er en 15-40 cm høj urt, der vokser i løvskove. Førne af Bingelurt står øverst på regnormes spiseseddel.

## Beskrivelse
Almindelig bingelurt er en flerårig, tvebo urt, der har en opret og bestanddannende vækst. Stænglen er opret, rund i tværsnit og ugrenet. Bladene er samlet i den øverste halvdel af skuddet, og de er modsat stillede, bredt elliptiske og behårede med savtakket rand og ca. 2 mm lange fodflige. Begge bladsider er græsgrønne.
Blomstringen foregår i april-maj, og da planten er tvebo, findes der fladedækkende kloner med udelukkende hunlige eller hanlige blomster. Blomsterne sidder samlet i sidestillede aks. Hunblomsterne bæres ud fra aksen på stilke, der er meget længere end den modne frugt. Hanblomsterne er ganske små. Begge typer blomster er 3-tallige og reducerede. Frugten er en dunhåret kapsel med lysegrå og ovale frø.
Rodsystemet består af en krybende jordstængel og et trævlet rodnet.
Højde x bredde og årlig tilvækst: 0,30 x 0,15 m (30 x 15 cm/år), heri ikke medregnet rodskud fra samme jordstængel.

## Voksested
Almindelig bingelurt er udbredt i Nordafrika, Mellemøsten, Kaukasus og store dele af Europa, herunder også det østlige Danmark, mens den er meget sjælden i Nord – og Vestjylland. Bingelurt foretrækker skyggede voksesteder med fugtig, næringsrig muldbund. Den er karakteristisk for løvskove, men ses sjældent i nåleskove.
I naturparken Medvenica, Kroatien, findes skove, domineret af bøg i 300-820 m højde. I disse skove er arten en del af bundfloraen sammen med bl.a. ahorn, ask, himmelblå lungeurt, Knautia drymeia (en art af blåhat), kongetvetand, laurbærdafne, peberbusk, spidsløn, storbladet elm, storblomstret kodriver, tungeblad og ægte alpeviol.

## Konstant surhedsgrad
Svenske undersøgelser i 1910'erne viste, at pH er konstant (omkring 7) under Bingelurt-bevoksninger. Det førte i første omgang til en påstand om, at arten er bundet til jordbundsnicher med neutralt pH. Ved kontrolmålinger i 1970'erne viste det sig dels, at Bingelurt flyttede voksested og dels, at pH flyttede med Bingelurt! Dette har – sammenholdt med viden om, at førne af netop Bingelurt står øverst på regnormes spiseseddel – ført til den hypotese, at regnormene flytter med Bingelurt, og at de så i næste omgang er årsag til det høje pH.
| Portal | Portal:Botanik |

## Note
1. ↑  Park Prirode: Forests of Medvednica Arkiveret 10. maj 2008 hos  Wayback Machine (engelsk)